# Kristen Jensen-Højby
 Der er flere personer med dette navn, se Kristen Jensen.
Kristen Jensen, kendt som Kristen Jensen-Højby (født 14. oktober 1847 i Drigstrup ved Kerteminde, død  3. marts 1915) var en dansk gårdejer og politiker.
Mens han aftjente sin værnepligt, blev han forfremmet til sekondløjtnant, og tog derefter livlig del i skyttebevægelsen, hvorved han stiftede et varmt venskab med Klaus Berntsen. Dette bekendtskab medførte, at Kristen Jensen til tider vikarierede for folketingsmand Klaus Berntsen på Højby friskole, når Klaus Berntsen var ude på nogle af sine mange foredragsrejser eller optaget af rigsdagsarbejde.
I Højby lærte han en gårdmandsdatter at kende, og efter sit giftermål med hende, overtog ægteparret 1876 en gård i Nørre Søby. Ti år senere overtog Kr. Jensen og hustru sidstnævntes fødegård i Højby. Både i Nr. Søby og i Højby blev Kr. Jensen sognerådsformand, og han var endvidere amtsrådsmedlem fra 1878 til sin død i 1915.
Kristen Jensen stillede op til folketingsvalget for Faaborgkredsen 21. januar 1890 og blev valgt som Michael Pedersens efterfølger. Den veltalende og forhandlingsvenlige gårdejer og officer blev valgt med 1411 stemmer mod Højrebonden Lars Christiansens 1098.
Jensen blev genvalgt i 1892, hvor stemmeafgivningen var således: Kristen Jensen 1195, proprietær, kaptajn H.G.N. Schroll, Lykkenssæde (Højre) 922, lærer Mouritsen, Mørup (Venstre) 188.
Ved valget 9. april 1895 vandt Kristen Jensen med 947 stemmer over forpagter Kr. Petersen, Sørup (Venstre) 341. Stemmeprocenten ved dette valg var meget lav, nemlig kun 38,8 pct. 
I 1898 var Jensens modkandidat juristen Frederik Scavenius, søn af den blandt venstrefolk så forhadte kultusminister Jacob Scavenius. Alle kræfter blev sat ind på at undgå Scavenius' valg, så der blev forhandlet mellem de moderate og de radikale samt enkelte socialdemokrater om at få stemmerne kanaliseret over til Kristen Jensen. 
Scavenius blev da heller ikke valgt, men ved folketingsvalget 3. april 1901 mistede Kristen Jensen sit mandat til fordel for fæstebonden Hans Poul Pedersen. Jensen var dog senere folketingsmand for Stubbekøbingkredsen 1906-09 og Bogensekredsen 1910-13.